# Cross Mountain
Cross Mountain es un lugar designado por el censo ubicado en el condado de Béxar en el estado estadounidense de Texas. En el Censo de 2010 tenía una población de 3.124 habitantes y una densidad poblacional de 179,12 personas por km².

## Geografía
Cross Mountain se encuentra ubicado en las coordenadas 29°39′9″N 98°39′22″O / 29.65250, -98.65611. Según la Oficina del Censo de los Estados Unidos, Cross Mountain tiene una superficie total de 17.44 km², de la cual 17.43 km² corresponden a tierra firme y (0.06%) 0.01 km² es agua.

## Demografía
Según el censo de 2010, había 3.124 personas residiendo en Cross Mountain. La densidad de población era de 179,12 hab./km². De los 3.124 habitantes, Cross Mountain estaba compuesto por el 85.24% blancos, el 3.33% eran afroamericanos, el 0.45% eran amerindios, el 2.66% eran asiáticos, el 0.06% eran isleños del Pacífico, el 4.9% eran de otras razas y el 3.36% pertenecían a dos o más razas. Del total de la población el 28.14% eran hispanos o latinos de cualquier raza.

## Educación
El Distrito Escolar Independiente de Northside gestiona las escuelas públicas que brindan servicio en la ciudad.
Las escuelas que prestan servicio en la zona
- Ellison Elementary School y Leon Springs Elementary School[7]
- Hector Garcia Middle School (San Antonio)[8]
- Louis D. Brandeis High School[9]